# PPARGC1A
El coactivador del receptor gamma 1-alfa activado por el proliferador de peroxisomas (PGC-1α) es una proteína que en los seres humanos está codificada por el gen PPARGC1A. PPARGC1A también se conoce como región 20 humana acelerada (HAR20). Por lo tanto, puede haber jugado un papel clave en diferenciar a los humanos de los simios.
PGC-1α es el regulador principal de la biogénesis mitocondrial. PGC-1α también es el regulador principal de la gluconeogénesis hepática, lo que induce un aumento de la expresión génica de la gluconeogénesis.

## Función
PGC-1α es un coactivador transcripcional que regula los genes implicados en el metabolismo energético. Es el regulador principal de la biogénesis mitocondrial. Esta proteína interactúa con el receptor nuclear PPAR-γ, lo que permite la interacción de esta proteína con múltiples factores de transcripción. Esta proteína puede interactuar y regular las actividades de la proteína de unión al elemento de respuesta al AMPc (CREB) y los factores respiratorios nucleares (NRF). PGC-1α proporciona un vínculo directo entre los estímulos fisiológicos externos y la regulación de la biogénesis mitocondrial, y es un factor importante que causa tipos de fibras musculares de contracción lenta en lugar de contracción rápida.Se ha demostrado que el ejercicio de resistencia activa el gen PGC-1α en el músculo esquelético humano.La PGC-1α inducida por el ejercicio en el músculo esquelético aumenta la autofagia y la respuesta proteica desplegada. La proteína PGC-1α también puede participar en el control de la presión arterial, la regulación de la homeostasis del colesterol celular y el desarrollo de la obesidad. La regulación positiva de PGC-1α de la sirtuina 3 hace que las mitocondrias sean más saludables.
Se ha demostrado que el ejercicio de resistencia activa el gen PGC-1α en el músculo esquelético humano. La PGC-1α inducida por el ejercicio en el músculo esquelético aumenta la autofagia y la respuesta de la proteína desplegada.
La proteína PGC-1α también puede participar en el control de la presión arterial, la regulación de la homeostasis del colesterol celular y el desarrollo de obesidad.
PGC-1α upregulación de sirtuin 3 hace que las mitocondrias sean más saludables.

## Significado clínico
Recientemente, PPARGC1A se ha implicado como una terapia potencial para la enfermedad de Parkinson que confiere efectos protectores sobre el metabolismo mitocondrial.
Además, recientemente se identificaron isoformas específicas del cerebro de PGC-1 alfa que probablemente desempeñen un papel en otros trastornos neurodegenerativos como la enfermedad de Huntington y la esclerosis lateral amiotrófica.
La terapia de masaje parece aumentar la cantidad de PGC-1α, lo que conduce a la producción de nuevas mitocondrias.
Además, se ha implicado a PGC-1α y beta en la polarización de macrófagos M2 antiinflamatorios mediante la interacción con PPARγ  con activación de STAT6. La activación de STAT6 en sentido ascendente. Un estudio independiente confirmó el efecto de PGC-1 sobre la polarización de macrófagos hacia M2 a través de STAT6 / PPAR gamma y, además, demostró que PGC-1 inhibe la producción de citocinas proinflamatorias.
Se ha propuesto recientemente que PGC-1α es responsable de la secreción de ácido β-aminoisobutírico al ejercitar los músculos. El efecto del ácido β-aminoisobutírico en la grasa blanca incluye la activación de genes termogénicos que provocan el oscurecimiento del tejido adiposo blanco y el consiguiente aumento del metabolismo de fondo. Por lo tanto, el ácido β-aminoisobutírico podría actuar como molécula mensajera de PGC-1α y explicar los efectos del aumento de PGC-1α en otros tejidos como la grasa blanca.
PGC-1α aumenta la expresión de BNP coactivando ERRα y / o AP1. Posteriormente, el BNP induce un cóctel de quimiocinas (incluye a MCP-1, MIP-1α,CX3CL1,IL-8,etc.) en las fibras musculares y activa los macrófagos de una manera paracrina local, que luego puede contribuir a mejorar el potencial de reparación y regeneración de los músculos entrenados.

### Interacción en el ejercicio

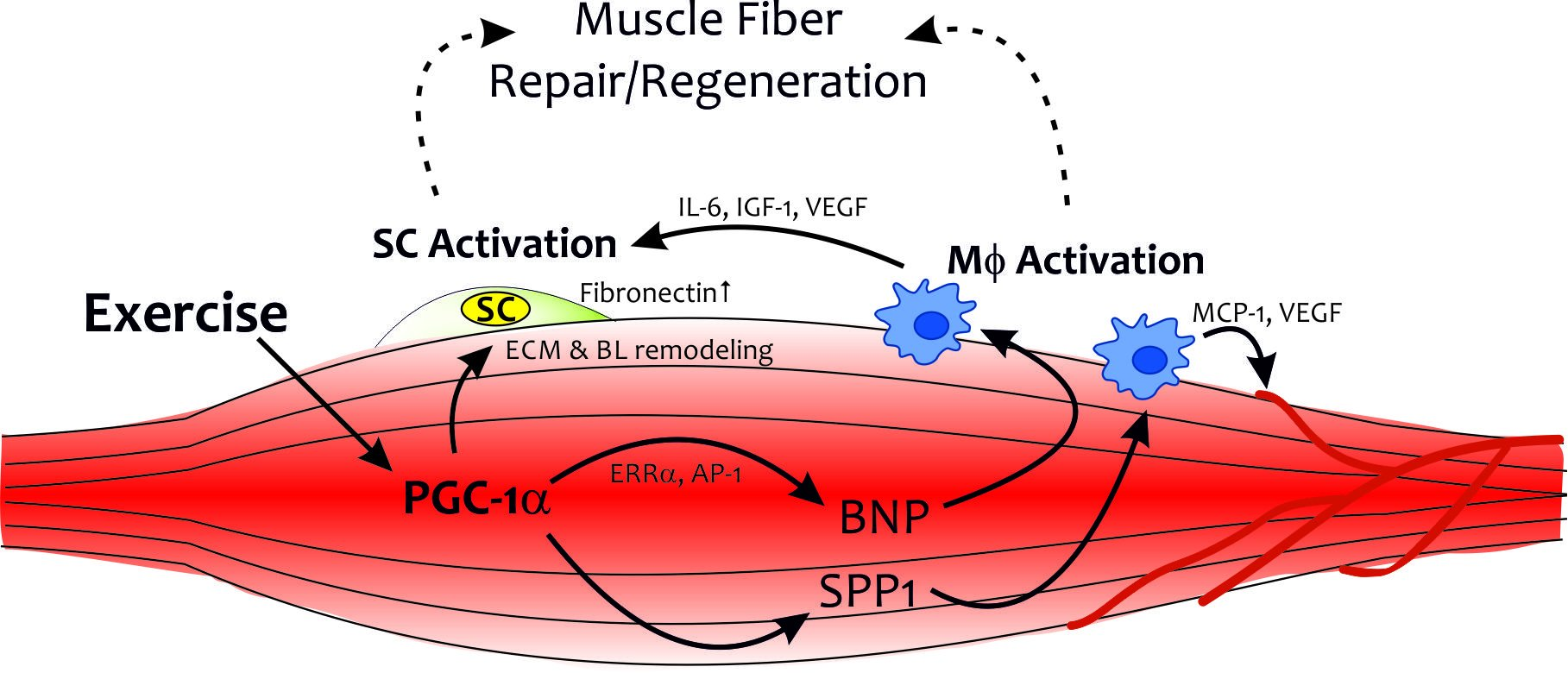
Cooperación entre el ejercicio y los macrófagos.

Coactivador 1-alfa del receptor gamma activado por proliferador de peroxisomas (PGC-1 alfa) como mioquina especifica ya que estimula las Células Satélites,pero estimula a los Macrófagos M1 y M2 (los macrófagos M1 liberan interleucina 6 (IL-6), factor de crecimiento insulínico tipo 1 (IGF-1) y factor de crecimiento endotelial vascular (VEGF), mientras que los macrófagos M2 secretan principalmente IGF-1,VEGF y proteína quimiotáctica de monocitos 1 (MCP-1)) y todo este proceso el músculo se vuelve hipertrofia muscular.
Los macrófagos M2 estimulan la proliferación y el crecimiento de las células satélite, pero M1 estimula los vasos sanguíneos y produce citocinas proinflamatorias, solo M2 produce antiinflamatorios en los músculos.
La plasticidad del músculo esquelético en respuesta a episodios agudos de ejercicio implica la inflamación del tejido estéril.  Una activación estrechamente coordinada de las células inmunitarias infiltrantes y residentes en el tejido es fundamental para la reparación y regeneración muscular adecuadas después de estos ciclos recurrentes de contracción-relajación.  Durante este proceso, los macrófagos se polarizan en el tipo M1 induciendo un perfil de citocinas proinflamatorias para estimular la limpieza tisular.  A esto le sigue una segunda ola de polarización de macrófagos M2 que está vinculada a un medio predominantemente antiinflamatorio para impulsar la reparación y regeneración de tejidos.  A diferencia de la inflamación transitoria después del ejercicio, una elevación persistente y de bajo grado de factores proinflamatorios, tanto localmente en los tejidos como sistémicos, está estrechamente asociada con una serie de enfermedades crónicas, incluido el síndrome metabólico o las patologías cardiovasculares.  El ejercicio combinado con otras intervenciones de estilo de vida previene o mejora de manera eficiente muchas de estas enfermedades.  En respuesta al ejercicio, las células del músculo esquelético secretan varios factores, los llamados mioquinas, que provocan respuestas de forma auto, para o endocrina. Aunque se sabe que los músculos ejercitados secretan varios factores, nuestra comprensión de la intercomunicación entre las fibras musculares y otros tipos de células en el ejercicio o la enfermedad sigue siendo rudimentaria.  En particular, no está claro si la activación de las células inmunitarias en el tejido muscular es un evento secundario desencadenado por el daño de las fibras o si las fibras musculares ejercen un control directo sobre los macrófagos residentes en el tejido.
El coactivador 1α (PGC-1α) del receptor activado por proliferador de peroxisomas γ (PPARγ) es un regulador central de la adaptación al entrenamiento de resistencia en el músculo esquelético. PGC-1α induce genes implicados en la biogénesis mitocondrial, la fosforilación oxidativa, la vascularización y el aparato contráctil para permitir una mayor capacidad de resistencia al coactivar una serie de receptores nucleares y otros factores de transcripción en una red transcripcional compleja poco conocida. Además de los efectos sobre el metabolismo energético en respuesta al ejercicio, PGC-1α también tiene una función inmunomoduladora. En células musculares cultivadas, la sobreexpresión de PGC-1α ejerce una amortiguación de la actividad del factor nuclear κB y, en consecuencia, una supresión de la expresión génica proinflamatoria tras el tratamiento con factor de necrosis tumoral alfa (TNF-α), ácidos grasos saturados o activadores específicos del tipo toll  receptores 1/2, 4 y 6/210.  Por el contrario, la sobreexpresión específica de PGC-1α en fibras musculares in vivo no fue capaz de reducir la inflamación aguda y fuerte inducida por TNF-α o lipopolisacárido bacteriano (LPS), lo que indica una interrelación de diferentes tipos de células para superar el antiinflamatorio autónomo celular.  efecto de PGC-1α en el tejido muscular.  Estos hallazgos implican un papel multifacético del músculo PGC-1α para modular la inflamación local que se extiende más allá de los efectos autónomos de las células con importantes implicaciones para nuestra comprensión de la plasticidad de las células musculares en el ejercicio y la enfermedad.
En el presente estudio, por lo tanto, exploramos los efectos del ejercicio y PGC-1α en el músculo esquelético in vivo sobre la inflamación y, en particular, la posible interferencia entre las células musculares y los macrófagos.  Mediante la combinación de experimentos in vivo con investigaciones de sectretoma in vitro, identificamos el Péptido natriurético cerebral (BNP) como una nueva mioquina dependiente de PGC-1α que media la intercomunicación con macrófagos tisulares en el músculo esquelético.
El ejercicio y la sobreexpresión de PGC-1α aumentan las citocinas proinflamatorias y antiinflamatorias en el músculo esquelético. 
Como primer paso para investigar el intercambio de células inmunes entre músculos, los niveles de expresión de citocinas proinflamatorias asociadas con la activación de macrófagos M1 (es decir, TNF-α, interleucina 6 (IL-6), proteína inflamatoria de macrófagos 1α (MIP-1α), proteína quimiotáctica de monocitos 1 (MCP-1) e IL-12) y citocinas antiinflamatorias asociadas con la activación de M2 (es decir, quimiocina 22 del motivo CC (CCL22), IL-1RA, factor de crecimiento transformante β (TGF-β) e IL-10) se determinaron en músculo cuádriceps de ratones después de una serie de ejercicio de resistencia hasta el agotamiento. De hecho, se observó un cambio en los niveles de expresión de algunos de estos genes pro y antiinflamatorios en respuesta al ejercicio.
El ejercicio, la regeneración muscular y el metabolismo están intrínsecamente ligados a eventos inflamatorios. Ahora demostramos que el músculo PGC-1α, un regulador clave de la plasticidad del músculo esquelético en el entrenamiento de resistencia, no solo modula la inflamación en las fibras musculares, sino también en las células inmunes residentes en los tejidos al controlar la señalización de las mioquinas paracrinas. Curiosamente, una reducción dependiente de PGC-1α en la inflamación de las células musculares no solo se mostró en experimentos previos en células musculares cultivadas, sino que se destaca aún más por la inhibición específica y fuerte de IL-12 en las fibras musculares observada en el presente estudio.  Además de los efectos autónomos de las células, el músculo PGC-1α desencadena una señalización paracrina para activar los macrófagos residentes en los tejidos. Es importante destacar que, a pesar de que se observa un fuerte patrón antiinflamatorio de expresión de citocinas que representa una polarización de tipo M2, el aumento menos robusto de la citocina proinflamatoria M1 sugiere que la PGC-1α muscular generalmente podría preparar a los macrófagos para una acción rápida, en la que una transición de M1 a M2 debe estar bien orquestada para garantizar una reparación y regeneración adecuadas.  Recientemente se ha postulado una mayor capacidad regenerativa en músculos que sobreexpresan PGC-1α.  Hemos demostrado que además del aumento de la expresión de PGC-1α inmediatamente y 4h después del ejercicio, la expresión de varias quimiocinas y citocinas también se elevó 0h y 4h después del ejercicio.  Los cambios dependientes del tiempo en los niveles de expresión de estas citocinas sugieren que los macrófagos tisulares se activan inmediatamente después de una serie aguda de ejercicio.  Sin embargo, el curso temporal exacto de la infiltración de macrófagos en respuesta al ejercicio de resistencia no está bien establecido. Curiosamente, la sobreexpresión sostenida de PGC-1α en el músculo estimula la infiltración de macrófagos, como lo demuestra el mayor número de macrófagos residentes en tejido en los músculos de ratones MCKα con un fenotipo M2 predominante.  El músculo PGC-1α podría ser indicativo de la mayor resistencia de las fibras musculares entrenadas contra el daño y el proceso de reparación y regeneración más eficiente, en un contexto fisiológico con una expresión génica de PGC-1α constantemente elevada. De hecho, la mayor tasa de proliferación de células satélite en ratones MCKα respalda aún más esta hipótesis15.  Sin embargo, la cadena exacta de eventos tendrá que dilucidarse en un análisis temporal en modelos animales in vivo después del ejercicio agudo y el entrenamiento crónico que reflejan la inducción pulsátil de PGC-1α después de cada serie de ejercicio y el aumento persistente de PGC-1α basal.  expresión vinculada al cambio de tipo de fibra después de un entrenamiento de resistencia prolongado.
PGC-1α regula una serie de mioquinas en el músculo esquelético, al menos algunas de las cuales no pudieron activar macrófagos cultivados.  Basado en un análisis de secretoma imparcial de medios condicionados obtenidos de células de músculo esquelético cultivadas que sobreexpresan PGC-1α, se probaron proteínas candidatas y se identificó el BNP como un mediador fuerte de la activación de macrófagos, tanto en términos de expresión de citocinas prototípicas M1 como M2.  Se sabe que el BNP es principalmente sintetizado y secretado por los ventrículos cardíacos en respuesta al estiramiento para iniciar la señalización para reducir la presión arterial y el volumen sanguíneo.  La administración de BNP se puede utilizar para tratar pacientes con insuficiencia cardíaca para reducir el estrés adicional y posiblemente también la fibrosis en el corazón.  Sin embargo, es importante destacar que el BNP también afecta el tejido no cardíaco, como el hígado, la grasa y el tejido del músculo esquelético.  De manera similar a las observaciones en el corazón, la sobreexpresión transgénica de BNP puede reducir la fibrosis hepática, lo que indica un papel más general del BNP en la inflamación relacionada con la reparación y regeneración de tejidos.  Los experimentos que demuestran que la estimulación de los macrófagos THP-1 con BNP da como resultado un aumento de la producción de ROS, NO2 y leucotrieno B4, implican además un papel inmunomodulador del BNP en los macrófagos.  En particular, además de los efectos proinflamatorios, los niveles de prostaglandina 2 e IL-10 antiinflamatorios también aumentaron por el BNP en este contexto, lo que recuerda nuestros hallazgos en el músculo esquelético. Nuestros datos ahora sugieren que la elevación de BNP inducida por PGC-1α juega un papel en el diálogo cruzado entre el músculo esquelético y los macrófagos y, por lo tanto, también podría influir en la inflamación, reparación y regeneración de este tejido después del ejercicio.
En un estudio diferente, la fosfoproteína 1 secretada (SPP1) fue identificada como un mediador de la activación de macrófagos provocada por PGC-1α muscular que conduce a la remodelación endotelial y la neovascularización. Curiosamente, SPP1 no se encontró en nuestro análisis de secretoma espectrométrico de masas. No está claro si los resultados divergentes se basan en diferencias en los modelos experimentales o si la participación de BNP y SPP1 podría depender del contexto y estar orientada hacia la activación de macrófagos en la reparación y regeneración vinculadas al ejercicio frente a la vascularización, respectivamente.  Sin embargo, BNP y SPP1 parecen tener un efecto similar sobre los macrófagos, ya que el tratamiento de los macrófagos con BNP o SPP1 aumentaron la expresión de MCP-1.  Obviamente, es concebible que ambas mioquinas sean inducidas por el músculo PGC-1α de manera redundante para asegurar una activación robusta de las células inmunes.
Además, se demostró que el BNP induce un fenotipo de pardeamiento y mejora la lipólisis en adipocitos cultivados, aumenta el gasto energético26 y reduce el aumento de la masa grasa en respuesta a una dieta alta en grasas (HFD) en ratones. Además, la infusión crónica de BNP mejoró la tolerancia a la glucosa y la señalización de la insulina en ratones obesos y alimentados con HFD, respectivamente, debido a una reducción de la lipotoxicidad dentro del músculo.  Por lo tanto, no es sorprendente que los niveles de BNP estén inversamente correlacionados con el IMC32, lo que indica que los posibles efectos protectores del BNP contra la obesidad y la diabetes se reducen en individuos obesos con BNP circulante más bajo33.  Esta gran variedad de efectos del BNP sugiere que el BNP juega un papel en la mediación de algunos de los efectos beneficiosos para la salud observados en respuesta al ejercicio.  En los seres humanos, los niveles plasmáticos de BNP aumentan inmediatamente después del ejercicio.  Debido a la expresión mucho más alta de BNP en el músculo cardíaco en comparación con el músculo esquelético, la mayor parte del BNP circulante podría originarse en el corazón.  Sin embargo, 8 horas después del ejercicio, la expresión de ARNm del receptor del péptido natriurético A (NPR-A) está elevada en el músculo esquelético.  Además, recientemente se describió que una mioquina llamada musclina es inducida por el ejercicio y activa la misma vía que los péptidos natriuréticos.  En particular, debido a la unión de la musclina al receptor de aclaramiento NPR-C, los niveles plasmáticos de NP permanecen más altos después del ejercicio y, por lo tanto, pueden provocar sus efectos positivos en el metabolismo de todo el cuerpo de una manera más potente.  Curiosamente, la función de la musclina también se ha relacionado con la expresión del gen PGC-1α inducida por el ejercicio en el músculo esquelético.  Juntos, estos resultados subrayan la importancia de un eje PGC-1α-BNP en la señalización paracrina en el músculo esquelético ejercitado que postulamos. Con base en nuestros hallazgos y los publicados anteriormente, es concebible que el BNP sea un componente importante de un cóctel más grande de mioquinas controladas por PGC-1α con función inmunomoduladora paracrina en el músculo esquelético. Queda por dilucidar si un vínculo entre PGC-1α y BNP en el músculo tiene consecuencias sistémicas. Sin embargo, tal regulación también podría ocurrir en tejido cardíaco con alta expresión de PGC-1α y, por lo tanto, podría ser importante para los efectos metabólicos del BNP en el hígado, el tejido adiposo y potencialmente otros órganos metabólicos.
Describimos una nueva regulación y función de BNP en el músculo esquelético ejercitado para activar macrófagos residentes en tejido cuando son inducidos por PGC-1α y ERRα. En conjunto, nuestros resultados destacan un mecanismo directo por el cual las fibras del músculo esquelético se involucran con los macrófagos tisulares después de la contracción. Esta nueva vía fundamental ilustra cómo las fibras musculares orquestan la activación de los macrófagos y, por lo tanto, también proporciona una explicación de la capacidad mejorada del músculo esquelético entrenado para responder al daño contráctil. Es importante destacar que esta participación activa de las células inmunitarias por parte de las fibras musculares no solo es de gran importancia para la adaptación al ejercicio, sino que también podría aprovecharse en las muchas enfermedades musculares diferentes que están asociadas con la inflamación aberrante. Este eje podría ser de importancia terapéutica en el tratamiento de enfermedades de desgaste muscular para acelerar y mejorar la reparación de las fibras y la regeneración muscular.